# أندرو كارنيغي
أندرو كارنيغي (بالإنجليزية: Andrew Carnegie) وُلد في 25 نوفمبر 1835 وتوفي في 11 أغسطس 1919، كان صناعيًا وفاعل خير أمريكيًا من أصول إسكتلندية. يُعد أحد أبرز رواد توسّع صناعة الصلب في الولايات المتحدة خلال أواخر القرن التاسع عشر، وقد أصبح واحدًا من أغنى الشخصيات في تاريخ البلاد. كما عُرف بدوره الريادي في مجال العمل الخيري، ليس في الولايات المتحدة فحسب، بل في الإمبراطورية البريطانية أيضًا.
خلال السنوات الثمانية عشر الأخيرة من حياته، تبرّع كارنيغي بنحو 350 مليون دولار، وهو ما مثّل 90% من ثروته، ويُعادل نحو 65 مليار دولار بأسعار عام 2019 عند مقارنته بنسبة الناتج المحلي الإجمالي. وفي عام 1889، كتب مقالته الشهيرة «إنجيل الثروة»، دعا فيها الأثرياء إلى توظيف ثرواتهم لخدمة المجتمع، وحثّ على ممارسة العمل الخيري كواجب اجتماعي.
وُلد كارنيغي في مدينة دنفيرملين في إسكتلندا، وهاجر مع أسرته إلى الولايات المتحدة عام 1848 وهو في الثانية عشرة من عمره. بدأ مسيرته المهنية كمشغّل برقيات، وفي ستينيات القرن التاسع عشر امتلك استثمارات متنوعة في قطاعات السكك الحديدية، وعربات النوم، والجسور، وآبار النفط. كما حقق ثروة إضافية من خلال بيع السندات وجمع التمويل للمشروعات الأمريكية من المستثمرين الأوروبيين.
أسس في مدينة بيتسبرغ شركة كارنيغي للصلب، التي باعها لاحقًا في عام 1901 إلى رجل الأعمال جون بيربونت مورغان مقابل 303,450,000 دولار، لتصبح جزءًا من شركة الصلب الأمريكية . وبهذه الصفقة تجاوز كارنيغي منافسه جون روكفلر، ليُصبح أغنى شخص في الولايات المتحدة في السنوات التالية.
كرّس كارنيغي بقية حياته للعمل الخيري واسع النطاق بعد تخليه عن العمل التجاري، لا سيما في مجالات المكتبات العامة، والتعليم، والسلام العالمي، والبحث العلمي. ومن أبرز المؤسسات التي أنشأها أو ساهم في تمويلها: قاعة كارنيغي في نيويورك، وقصر السلام، ومؤسسة كارنيغي في نيويورك، ومؤسسة كارنيغي للسلام الدولي، ومؤسسة كارنيغي للعلوم، وصندوق ائتمان كارنيغي لجامعات إسكتلندا، وصندوق كارنيغي البطولي، بالإضافة إلى جامعة كارنيغي ميلون ومتاحف كارنيغي في بيتسبرغ، وغيرها من المبادرات الثقافية والتعليمية الرائدة.

## سيرته
أندرو كارنيغي ابن مارغريت موريسون كارنيغي ووِليام كارنيغي. أنجباه في دنفيرملين باسكتلندا، في كوخ نسَّاجين تقليدي ليس فيه إلا غرفة كبيرة واحدة تشغل نصف الدور الأرض -الذي جاورتْهم فيه أسرة النسَّاج-، فكانت هذه الغرفة غرفة للمعيشة والأكل والنوم. سُمِّي أندرو على اسم جده لِأبيه. وفي 1836 انتقلت الأسرة إلى منزل أكبر في شارع إدغار (مقابل حديقة ريد)، بعدما زاد طلب البروكار الدمشقي الذي كان يَرتزق به أبوه. تعلَّم في المدرسة الحُرة (Free School) في دنفيرملين، وهي مدرسة أهداها إلى المدينة فاعلُ الخير آدم رولاند.
كان خاله جورج لاودر زعيمًا سياسيًّا اسكتلنديًّا، وقد أثر فيه عميقًا إذ أطلعه في طفولته على كتابات روبرت بِرْنز، وأبطال اسكتلنديين تاريخيين مثل روبرت بروس ووليام والاس وروب روي. وكان لجورج هذا ابن اسمه أيضًا جورج لاودر، نشأ مع كارنيغي وصار فيما بعد شريكه. عندما كان كارنيغي في الثالثة عشرة كان أبوه يمر بأوقات عصيبة في اشتغاله بالنسج اليدوي، وما زاد الطين بلة أن البلد شهد مجاعة. فساعدت أمه الأسرة بأن عاونت أخاها الإسكافي، وباعت في متجرها اللحوم المحفوظة، فصارت هي التي تعول الأسرة حينئذ. وللخروج من المأزق قررت الأسرة الاقتراض من جورج لاودر، والانتقال إلى أليغيني في بنسلفانيا في 1848، أملًا في حياة أفضل. هذه الهجرة كانت ثاني هجرة له من دنفيرملين، فقد كانت الأولى إلى إدنبرة لرؤية الملكة فيكتوريا.
في سبتمبر 1848 بلغ هو وأسرته منزلهم الجديد الميمون. في أربعينيات القرن التاسع عشر كان سكان أليغيني في ازدياد؛ زادوا من نحو 10,000 إلى 21,262. وقد كانت المدينة صناعية مزدهرة، تُنتج منتجات عديدة، منها الصوف والقطن. أصبحت العبارة «صُنع في أليغيني» المستخدمة على هذه المنتجات المتنوعة وغيرها أكثر شعبية بصورة متزايدة. أما بالنسبة لوالده، فإن الظروف الواعدة لم توفر له بعد ثروة جيدة. لم يكن التجار مهتمين ببيع منتجه، وقد كافح هو نفسه لبيعه بمفرده. في نهاية المطاف، حصل الأب والابن على عروض للعمل في نفس مصنع القطن المملوك لإسكتلندي، مصانع قطن آنكور. كان أول عمل لكارنيغي في عام 1848 كصبي مكّوك يغيّر بكرات الخيط في مصنع للقطن لمدة 12 ساعة في اليوم، لستة أيام في الأسبوع في مصنع قطن في بيتسبرغ. كان أجره الأولي 1.20 دولارًا أمريكيًا في الأسبوع (35 دولارًا بحلول تضخم عام 2019).
ترك والده عمله في مصنع القطن بعد فترة وجيزة، وعاد إلى نوله كمعيل مرة أخرى. لكن كارنيغي لفت انتباه صانع البكرات الإسكتلندي جون هي الذي عرض عليه عملًا مقابل 2.00 دولارًا في الأسبوع (59 دولارًا بحلول تضخم عام 2019). في سيرته الذاتية، يتحدث كارنيغي عن المصاعب السابقة التي كان عليه أن يقاسيها في هذا العمل الجديد.
بعد ذلك بوقت قصير، احتاج السيد جون هي، وهو رجل إسكتلندي وصاحب مصنع للبكرات في مدينة أليغني، إلى صبي، وسألني عما إذا كنت سأعمل لخدمته. ذهبت، وتلقيت دولارين في الأسبوع. ولكن العمل هناك كان في البداية شاقًّا أكثر من العمل في المصنع. كان عليّ أن أشغّل محركًا بخاريًا صغيرًا وأضرم مرجلًا في قبو مصنع المكوك. كان هذا مرهِقًا بالنسبة لي. وجدت نفسي ليلة تلو الأخرى، جالسًا في الفراش أجرّب مقاييس ضغط البخار، خوفًا من أن يكون البخار في إحدى المرات منخفضًا جدًا فيتذمّر العمال في الأعلى من عدم حصولهم على الطاقة الكافية، أو أن يكون البخار مرتفعًا جدًا فينفجر المرجل.

### السكك الحديدية
في عام 1849، أصبح كارنيغي مرسال تلغراف في مكتب بيتسبرغ التابع لشركة أوهايو تلغراف، مقابل 2.50 دولارًا في الأسبوع (77 دولارًا بحلول تضخم عام 2019) بعد توصية من خاله. كان عاملًا مجدًّا ويحفظ جميع مواقع شركات بيتسبرغ ووجوه الرجال المهمين. كوّن العديد من المعارف بهذه الطريقة. أولى أيضًا اهتمامًا شديدًا بعمله، وتعلّم بسرعة تمييز الأصوات المختلفة التي تصدرها إشارات التلغراف الواردة. طوّر قدرته على ترجمة الإشارات عن طريق السمع، دون استخدام قصاصة الورق، وفي غضون عام رُقّي إلى مشغّل. نمّى العقيد جيمس أندرسون تعليم كارنيغي وشغفه بالقراءة، إذ عمل على فتح باب مكتبته الشخصية المكونة من 400 مجلدًا للصبية العاملين كل ليلة سبت. كان كارنيغي مستعيرًا دائمًا للكتب و «رجلًا عصاميًا» في ازدهاره الاقتصادي وتطوره الفكري والثقافي. كان ممتنًًا جدًا للعقيد أندرسون على استخدام مكتبته لدرجة أنه «قرّر -إذا أصبح يومًا ما ثريًّا- [أن يتعهّدها] كي يتسنّى للفتيان الفقراء الآخرين فرصة مماثلة لتلك التي ندين بها لذلك الرجل النبيل». سرعان ما أُتيحت له الفرص لاستحقاقه واستعداده للعمل المجدّ ومثابرته ويقظته.
بدءًا من عام 1853، عندما كان كارنيغي يبلغ من العمر 18 عامًا تقريبًا، قام توماس أ. سكوت من شركة بنسلفانيا ريلرود بتوظيفه كسكرتير/ مشغّل تلغراف براتب قدره 4.00 دولارات في الأسبوع (123 دولارًا بحلول تضخم عام 2019). قبِل كارنيغي العمل في السكك الحديدية حيث رأى هناك آفاقًا أوسع للتطور الوظيفي واكتساب الخبرة مقارنة بشركة التلغراف. في سن 24، سأل سكوت كارنيغي عما إذا كان بإمكانه تولّي الإشراف على القسم الغربي من شركة بنسلفانيا ريلرود. في 1 ديسمبر 1859، أصبح كارنيغي رسميًا المشرف على القسم الغربي. وظّف كارنيغي بعد ذلك شقيقه توم، البالغ من العمر ستة عشر عامًا، ليكون سكرتيرته الشخصية ومشغّل التلغراف. لم يوظّف كارنيغي شقيقه فحسب، بل وظّف أيضًا قريبته ماريا هوغان، لتصبح أول مشغّلة تلغراف في البلاد. بصفته مشرفًا، تقاضى كارنيغي راتبًا قدره 1500 دولارًا سنويًا (43000 دولار بحلول تضخم عام 2019). كان عمله في شركة بنسلفانيا ريلرود مرحلة مفصلية لنجاحه لاحقًا. كانت السكك الحديدية أولى الشركات الكبرى في أمريكا، وكانت شركة بنسلفانيا واحدة من أكبر الشركات بينها. تعلّم كارنيغي الكثير عن الإدارة ومراقبة التكاليف خلال هذه السنوات، واستفاد من سكوت على وجه الخصوص.

## معرض صور

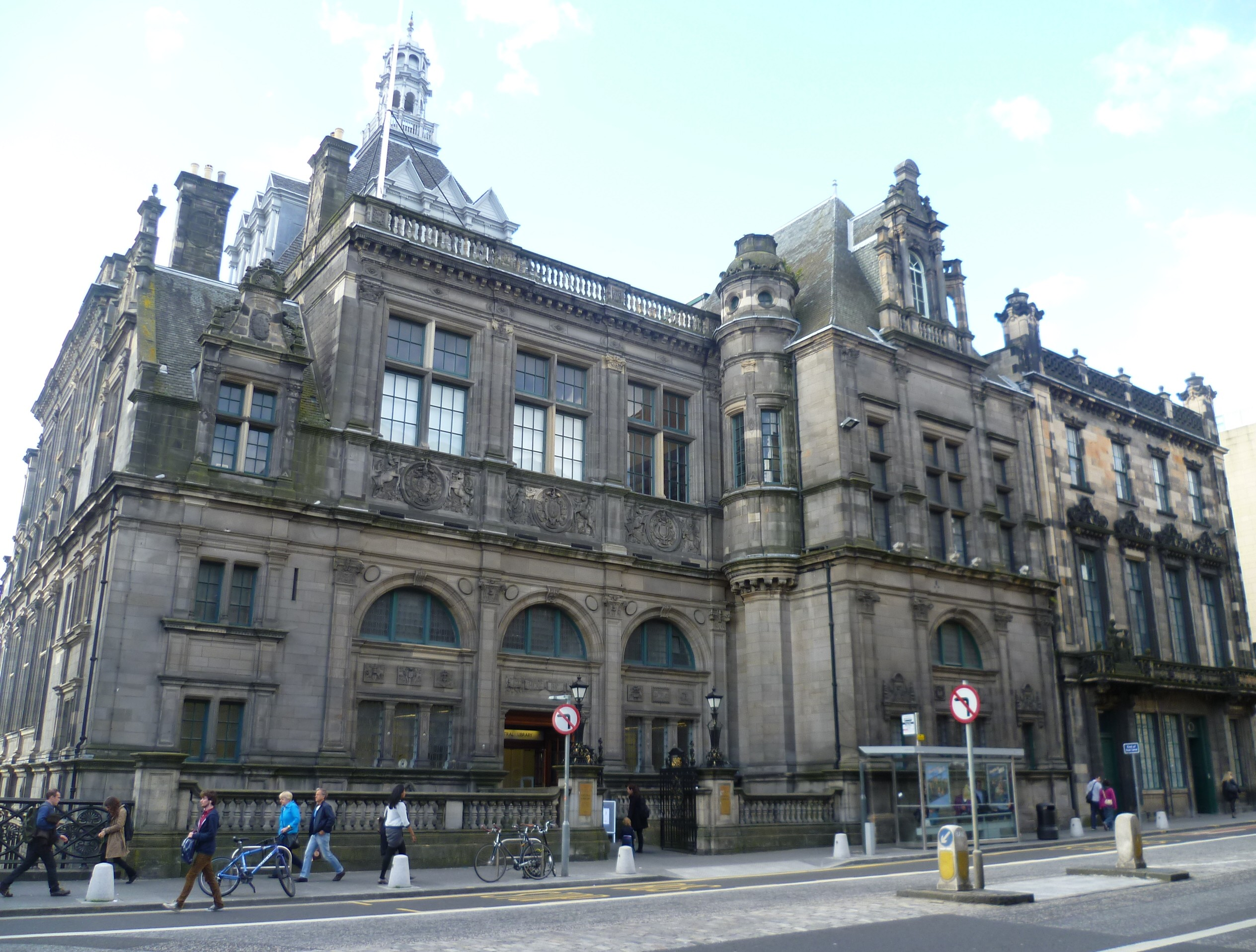
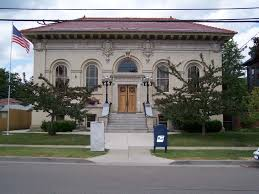
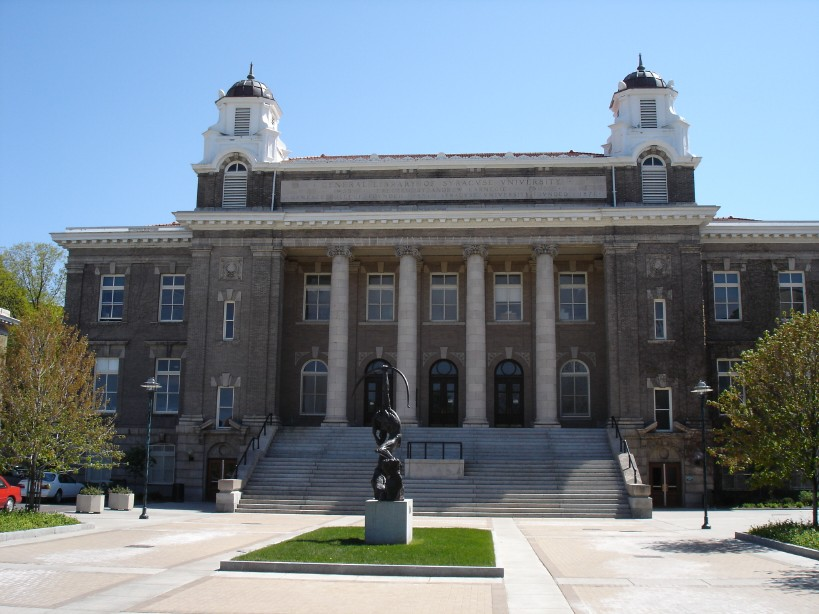
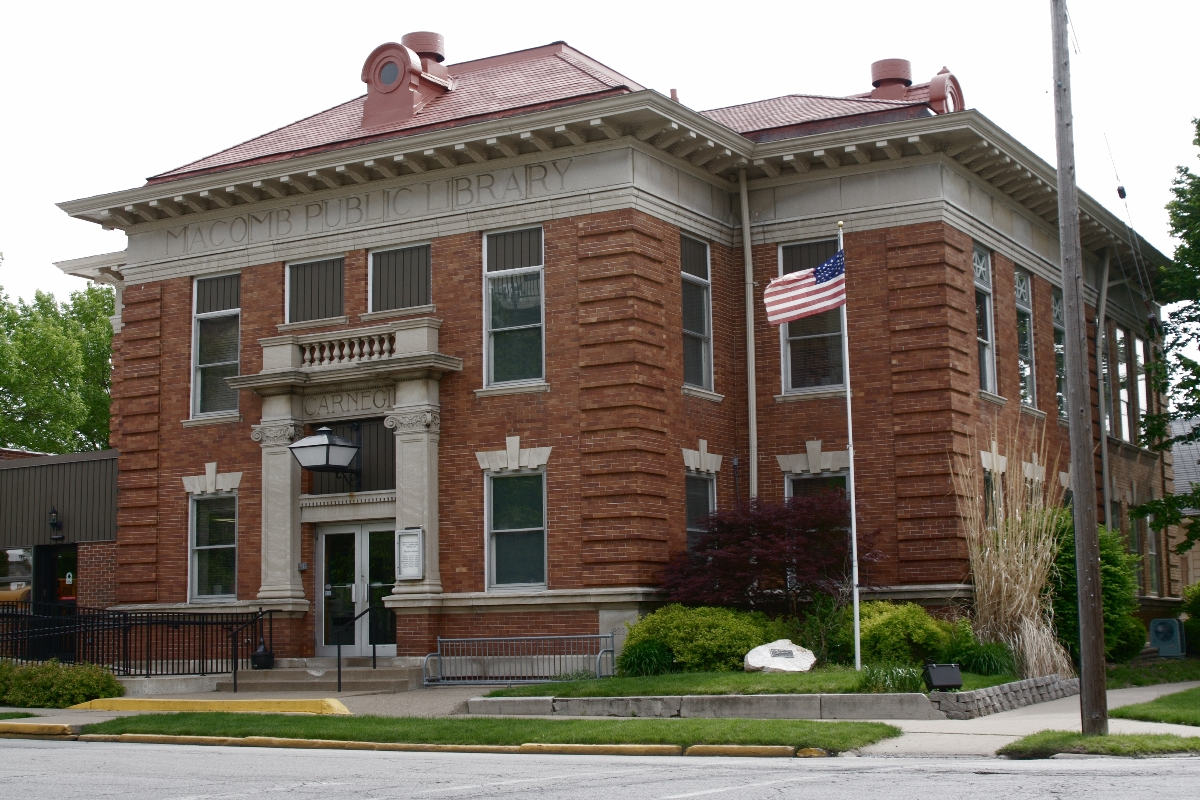
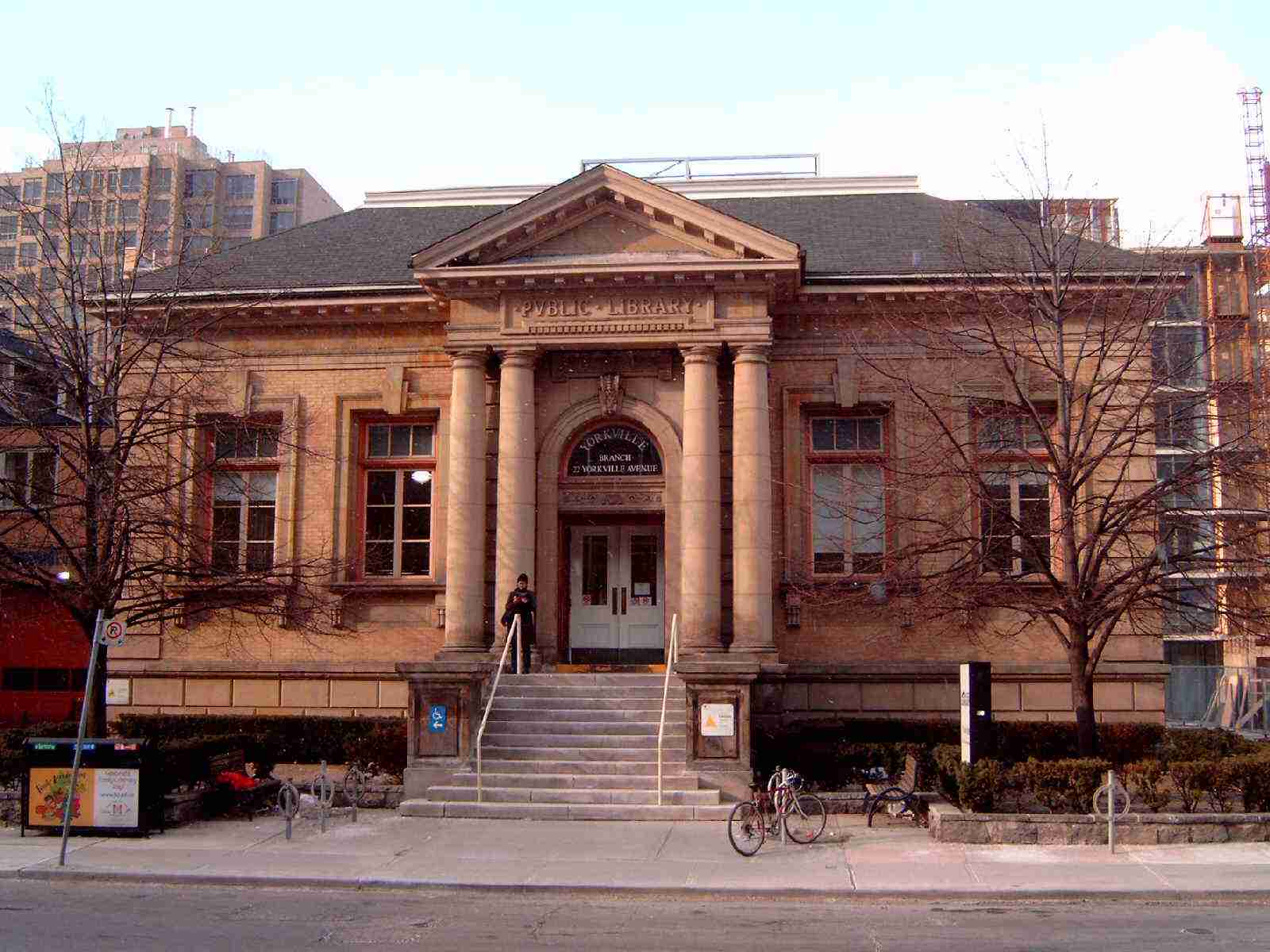

## المصدر
- موسوعة السياسة للدكتور عبد الوهاب الكيالي
- كارنيجي، آندرو (1835 ـ 1919) - موسوعة المورد، منير البعلبكي، 1991

## روابط خارجية
- أندرو كارنيغي على موقع IMDb (الإنجليزية)
- أندرو كارنيغي على موقع الموسوعة البريطانية (الإنجليزية)
- أندرو كارنيغي على موقع ميوزك برينز (الإنجليزية)
- أندرو كارنيغي على موقع إن إن دي بي (الإنجليزية)
- أندرو كارنيغي على موقع قاعدة بيانات الفيلم (الإنجليزية)